# Sálvio Fagundes
Sálvio Spínola Fagundes Filho (Urandi, 14 settembre 1968) è un ex arbitro di calcio brasiliano, internazionale dal 2005 al 2011.

## Carriera
È stato dapprima inserito nei 54 pre-selezionati per Sudafrica 2010, non superando poi il taglio successivo che ha ridotto la lista dei candidati a sole 38 unità.
Ha arbitrato durante il campionato mondiale di calcio Under-17 2007 in Corea del Sud e diverse partite di Copa Sudamericana e di Coppa Libertadores.
Nel giugno 2011 è convocato come arbitro in occasione della fase finale di Copa América in programma in Argentina. In questa competizione, dopo aver diretto due partite, viene designato anche per la finale, tra Uruguay e Paraguay..
Nel novembre 2011 annuncia di voler porre fine alla carriera arbitrale.